# Gare de Sapporo
La gare de Sapporo (札幌駅, Sapporo-eki) est une gare ferroviaire de la ville de Sapporo au Japon. Elle est desservie par 3 lignes de la compagnie JR Hokkaido et 2 lignes du métro de Sapporo. La gare de Sapporo possède le gratte-ciel le plus haut de Hokkaidō, la JR Tower.

## Situation ferroviaire
La gare est située au point kilométrique (PK) 286,3 de la ligne Hakodate, au PK 4,9 de la ligne Namboku et au PK 6,7 de la ligne Tōhō.

## Histoire
La gare de Sapporo a été inaugurée le 28 novembre 1880.
Elle sera, à terme, le terminus nord de la ligne Shinkansen Hokkaidō qui est actuellement en chantier (ouverture commerciale fin mars 2031) avec le prolongement de ladite ligne Shinkansen depuis la gare de Shin-Hakodate-Hokuto, le terminus actuel du Shinkansen situé près de la ville de Hakodate.

## Service des voyageurs

### Accueil
La gare dispose d'un bâtiment voyageurs, avec guichets, ouvert tous les jours.

### Desserte

#### JR Hokkaido
- Ligne Hakodate :
  - voies 2 à 4 : direction Teine, Otaru et Kutchan
  - voies 7 à 10 : direction Iwamizawa, Asahikawa (trains express Kamui et Lilac), Abashiri (trains express Okhotsk) et Wakkanai (trains express Sōya)
- Ligne Chitose : 
  - voies 5 à 10 : direction Minami-Chitose, Aéroport de Shin-Chitose, Hakodate (trains express Hokuto), Kushiro (trains express Ōzora), Obihiro (trains express Tokachi) et Higashi-Muroran (trains express Suzuran)
- Ligne Sasshō (ligne Gakuen-Toshi) :
  - voie 11 : direction Hokkaidō-Iryōdaigaku

#### Métro de Sapporo
- Ligne Namboku :
  - voie 1 : direction Makomanai
  - voie 2 : direction Asabu

- Ligne Tōhō :
  - voie 1 : direction Sakaemachi
  - voie 2 : direction Fukuzumi

### Fréquentation
En 2010, la fréquentation moyenne de la gare était de 87 790 voyageurs par jour.